# 阿部治平
阿部 治平（あべ はるひら、通称じへい。1939年 - ）は、中国農業地理を専門とする。

## 略歴
1936年6月、長野県諏訪郡原村生まれ。
1958年長野県諏訪清陵高校卒業。
1962年東京教育大学農学部卒業。全国農業協同組合に就職するも喘息のため退職。1965年より1999年まで埼玉県公立高校教諭で、地理教師のちに中国語教師として過ごす。
この間、大阪外国語大学モンゴル語科非常勤講師として21年間兼務、中国天津外国語学校教師として2年、埼玉大学非常勤講師１年を過ごす。2000年より2011年まで中国天津社会科学院で論文翻訳と日本語の教師、青海民族高等専科学校・青海師範大学・青海民族大学などで日本語教師を歴任する。
中国滞在中、中国農業地理区分、黄土高原・チベット人地域・内モンゴルなどの農牧村生活誌の研究に従事した。この間、中国の貧困・少数民族地域の学生の赴日留学に尽力し、のちに多数の博士・修士学位取得者を生んだ。

## 著書

### 単著
- 『中国地理の散歩』日中出版 1979年
- 『黄色い大地 悠久の村-黄土高原生活誌-』青木書店 1993年
- 『もうひとつのチベット現代史』 明石書店 2006年
- 『小学館世界百科全書（ＣＤ版）中国』小学館  2009年
- 『チベット高原の片隅で』 連合出版 2012年
- 『ナクツァン（棚瀬滋郎訳の解説部分）』 集広舎 2012年

### 共著
- 『中国近現代史』上下　姫田光義、上原一慶、高橋孝助、前田利昭 共著 東京大学出版会 1982年
- 『アジアの世界』 中村平治らと共著  大月書店 1984年
- 『アジア　1945年』 中村平治らと共著 青木書店 1985年
- 『中国の農業発展と国土整治（日中地理学会議報告集）』 河野通博らと共訳 古今書院 1989年
- 『世界地誌セミナー（東アジア編）』 河野通博らと共著 古今書院 1990年
- 『中国20世紀史』 姫田光義らと共著 東京大学出版会 1993年
- 『高校新教育課程教科書　地理Α・地理Ｂ』 矢田俊光らと共著 東京書籍 1993年
- 『世界民族問題事典（中国部分） 』 平凡社 1995年
- 『小学館百科全書（CD版）（中国経済部分）』 小学館 1998年
- 『南から見たシリーズ『東アジア』（中国部分）』 大月書店 1999年
- 『世界の先住民族『東アジア』（中国部分）』 明石書店 2005年

### その他著書
- 『挑戦日語口語中級篇』 副主編  中国科学技術大学出版社 2005年
- 『挑戦日語初級・同上級篇』 執筆・朗読  趙平らと共著 中国科学技術大学出版社 2008年
- 『文部省研究指定校研究報告書（学校カウンセリングの可能性）』 主編 朝霞西高校 1987年

### 訳書
- 『中国の自然地理（原著 南京大学 任美鍔 『中国自然地理綱要』商務印書館）』 駒井正一の助手 東京大学出版会 1986年
- 『世紀末のパートナー（原著　天津社会科学院　日本研究所所長　張健著　日中比較文化論）』 東研出版 1993年